# Берберская музыка
Берберская музыка — традиционная народная музыка Северной Африки, созданная народами берберов и представляющая большое разнообразие стилей по регионам: в особенности широко популярна музыка региона Сус, Эр-Риф и Средний Атлас в Марокко, Кабилия и горы Орес в Алжире, а также музыка берберов из Туниса и музыка туарегов из Алжира, Ливии, Нигера, Мали и Буркина-Фасо и т. д.
В большей степени музыка берберов происходит из берберских деревень или переложена на манеру фолк-музыка в городской среде. В основе содержания музыки и культуры берберов лежит давняя борьба коренных жителей Северной Африки за достижение основных языковых и культурных прав, а также признания идентичности в современных североафриканских государствах.
Традиция исполнения музыки берберов передаётся из поколения в поколение на протяжении многих лет, однако настоящий расцвет она начала переживать с 30-х гг. XX века.

## Музыкальные / Вокальные стили
Главной особенностью берберской музыки является использование традиций устного творчества, разнообразных ритмических рисунков и звукорядов, включающие пентатонный музыкальный ряд и африканские мотивы. Все эти компоненты объединены вместе, создавая один из основных источников развлечения и досуга берберов, а также официальных церемоний, например, таких как бракосочетание.

## Музыкальные инструменты
Берберы играют на множестве мелодических и ударных инструментах. Ниже перечисленные музыкальные инструменты являются важной составляющей их светских и религиозных песен и танца: барабан, называемый аллуном на языке берберов бендир, имзад, косая флейта гасба, двойной кларнет азамар или лютневный бас гембри. Все они сопровождают песни и танцы, положенные на богатую и красочную берберскую поэзию.

## Музыка Кабилии
Музыка кабильских берберов стала успешной как в самом регионе, так и в остальной части Алжира и за рубежом. Традиционная музыка исполняется вокалистами под аккомпанемент ритмической группы инструментов, таких как тамбурин t'bel и кадр-барабан bendir, и мелодических, состоящих из волынки ghaita и флейты ajouag.

## Музыка Марокко
Традиционная марокканская берберская музыка может быть отнесена к народному коллективному творчеству или музыке, исполняемой профессионалами.
Коллективное исполнение музыки происходит мужчинами и женщинами целых семей или деревень, участвующих в танцах, таких как ahwash и ahidus. Танцам групп предшествует песнопение в сопровождении барабанов бендир и флейт нэй. Танцоры исполняют танец в кольце вокруг музыкантов. Под руководством амдияза или поэта группы из четырёх профессиональных музыкантов имдязан они путешествуют по региону, выступая в разных деревнях. Амдияз читает импровизированные стихи, посвящённые национальным и мировым вопросам повестки дня в то время, как его коллеги-музыканты сопровождают стихотворение барабаном, однострунным ребабом и двойным кларнетом.
Среди наиболее известных музыкантов марокканских берберов выделяются Аммури Мбарек — певец и автор песен, ведущий музыкальную деятельность с 1960-х годов и считающийся «Джоном Ленноном» берберского мира; и Наджат Атабуу, исполнитель, прославившийся благодаря дебютному альбому «J’en ai Marre», проданным беспрецедентным тиражом в полмиллиона копий в Марокко.
Многие марокканские музыканты создали собственные музыкальные стили на основе слияния берберской и европейской музыки. Среди них Хинди-Захра, Хасан Хакмун, Халид Изри, Хасан Идбасайд, Тидрин, Мед Зиани, Имтлаа и Хаузэйн Кили.

## Музыка туарегов
В музыке туарегов используются ритмы и вокальные стили, похожие на мотивы традиционной берберской, иберийской и арабской музыки. В отличие от многих народов других регионов, среди исполнителей туарегской музыки в основном преобладают женщины, особенно играющие на имджаде, струнном инструменте, похожего на скрипку. Туарегские свадьбы отличаются богатством уникальной по стилю музыки, а также звучанием на них так называемой женской вокальной трели и специальных танцев (ilkan) рабов.